# Jorge Zorreguieta
Jorge Horacio Zorreguieta Stefanini (Larroque, Entre Ríos, 28 de janeiro de 1928 - Buenos Aires, 8 de agosto de 2017) foi um político e fazendeiro argentino. Jorge Zorreguieta é também conhecido por ser o pai de Máxima Zorreguieta, esposa de Guilherme Alexandre dos Países Baixos, Rei dos Países, sendo assim portanto, Rainha Consorte dos Países Baixos.
Foi Secretário da Agricultura e da Pecuária durante o chamado Processo de Reorganização Nacional (1976-1983).